# Quema del número 285 de Topaze

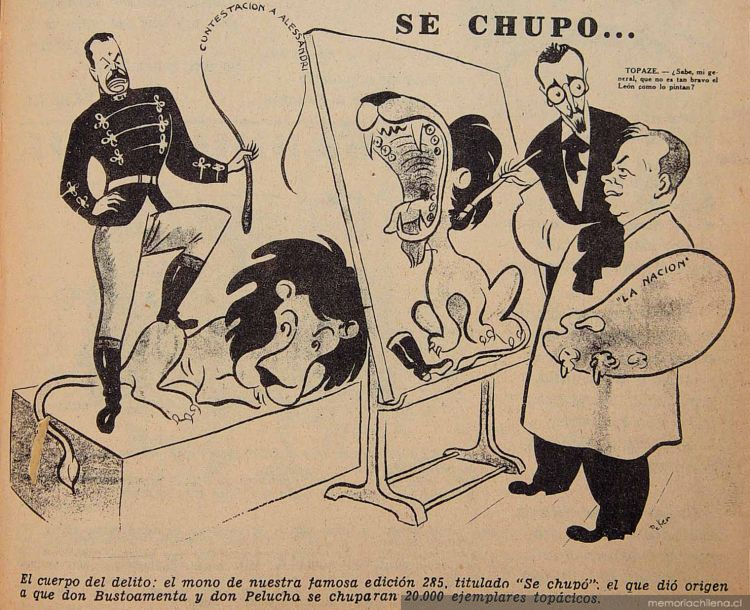
Caricatura de Délano Frederick que motivó la censura del número 285 de Topaze.

La quema del número 285 de Topaze sucedió el 13 de enero de 1938, luego de que el caricaturista chileno Jorge "Coke" Délano tuvo conflictos con el presidente de la República, Arturo Alessandri, quien criticó al general Carlos Ibáñez del Campo. En respuesta, Ibáñez replicó duramente en una carta abierta. Alessandri, sorprendentemente, optó por no responder, lo que generó rumores de cobardía.
Délano aprovechó la situación y, a través de una caricatura en el número 285 de la revista Topaze, representó al general Enrique Bravo como un pintor retratando a Ibáñez como domador de un león famélico. Alessandri, indignado, interpuso una querella para evitar la publicación. La policía requisó la edición, pero Délano fue liberado al afirmar que el león no representaba a Alessandri.
Sin embargo, esa noche, agentes de la policía quemaron los ejemplares requisados. Délano y su equipo encontraron una hoja suelta con la caricatura "Se chupó" intacta. Al descubrir el lugar exacto de la quema, llevaron al juez, pero no quedaba evidencia. Aunque apuntaban al intendente Julio Bustamante, Alessandri admitió públicamente su responsabilidad por la quema a través de la radio, cerrando así el proceso judicial.